# Black Death (Film)
Black Death ist ein britisch-deutscher Historienfilm mit Zügen eines Horrorfilms aus dem Jahr 2010. Regie führte Christopher Smith, das Drehbuch schrieb Dario Poloni. Die Hauptrollen spielten Sean Bean, Eddie Redmayne und Carice van Houten. Der Film lief am 9. September 2010 in den deutschen Kinos an.

## Handlung
Der Film spielt im Jahr 1348 im mittelalterlichen England, das von der Pest heimgesucht wird. Osmund, ein junger Novize, drängt seine hübsche blonde Geliebte Averill zur Flucht aus der pestverseuchten Stadt in einen abgelegenen Wald. Zunächst hindert ihn sein Mönchsgelübde daran, ihr zu folgen, da ergibt sich für ihn die Gelegenheit, im Auftrag des alten Bischofs den gefürchteten Ritter Ulric mit seinem sechsköpfigen Gefolge von Söldnern zu einem entfernten Dorf zu führen, das am „großen Moor“ liegt und Gerüchten zufolge bisher von der Pest verschont wurde, weil es sich von Gott abgewandt habe und Dämonen anbete. Ulrics Aufgabe ist es, dort einen Totenbeschwörer zu jagen, der angeblich Tote zurück ins Leben holen könne.
Nach einer Reise voller Gefahren, auf der die Männer das Moor zu Fuß durchqueren, ihren Hexenkäfig zurücklassen müssen und in deren Verlauf Osmund Spuren findet, die ihn vom Tod seiner Geliebten überzeugen, findet die Truppe das von Gott abgewandte Dorf, in dem eine unheimliche Idylle herrscht und in dem es mehr Frauen als Männer gibt. Die Anführer des Dorfes sind der freundlich wirkende Hob und die unheimliche Langiva, die über erstaunliche Heilkünste verfügt und wie eine keltische Zauberin wirkt. Ihre feindliche Haltung gegenüber dem Christentum bestätigt die Vorurteile der Männer im Mittelalter, dass Frauen weniger fest im Glauben sind und als Hexen mit dem Bösen im Bund stehen. Die Männer werden zunächst freundlich empfangen – man bietet ihnen etwas zu essen und ein Bett an – und stellen fest, dass niemand im Dorf am Schwarzen Tod erkrankt ist, auch sehen sie keine Leichen brennen. Eine junge blonde Frau trägt ein Amulett mit dem Siegel des Bischofs, das sie angeblich gefunden hat – für Ulrics Männer ein Beweis, dass bereits andere Abgesandte des Bischofs zuvor in das Dorf kamen und getötet wurden. Sie bleiben, um den Totenbeschwörer ausfindig zu machen. Langiva verbindet unterdessen Osmunds Wunden und lässt ständig ihre Abneigung gegen die mörderische christliche Kirche erkennen, die ihren Mann getötet habe. Sie zeigt ihm auch die Leiche seiner Geliebten und später im Wald ein Ritual, in dessen Verlauf Langiva das Mädchen scheinbar aus dem Grab heraus wieder zum Leben erweckt. Osmund flieht entsetzt.
Bei einem abendlichen Festmahl, bei dem Langiva abfällig über das christliche Tischgebet spricht, werden Ulric und seinen Männern mit Schlafmitteln versetzte Speisen gereicht. Die Truppe wacht am nächsten Morgen gefesselt in einer kalten Wassergrube auf, über der ein Käfig steht. Ihnen wird eröffnet, dass niemand im Dorf an Gott glaube und sie durch den Zauber ihrer Anführerin Langiva vor der Pest geschützt seien. Langiva sagt den umstehenden Dorfbewohnern, dass sie mit den Christen im Käfig die Jahrhunderte der Unterdrückung und des Leids vor sich sehen, das diese Religion mit sich gebracht habe. Einer der Männer wird qualvoll hingerichtet, indem Hob ihn an ein Andreaskreuz nagelt und ersticht, nachdem er das Angebot abgelehnt hat, Gott abzuschwören und damit sein Leben zu retten. Der einzige Mann, der diesem Aufruf verzweifelt folgt, wird zunächst freundlich von Hob umarmt und dann unter falschen Versprechungen von mehreren Männern weggeführt und im Wald an einem Baum aufgehängt. Osmund wird in eine Hütte zu seiner wiedererweckten Geliebten Averill gebracht. Sie scheint aber vollkommen verwirrt – und Osmund tötet sie im Glauben, damit ihre Qual zu beenden. Als er mit der Toten aus der Hütte kommt, ist dies für Langiva ein weiterer Beweis für die Grausamkeit der Christen, die im Namen des Glaubens sogar jene töten, die sie lieben. Anschließend wird der standhafte Ulric zwischen zwei Pferde gespannt und gevierteilt. Kurz zuvor bittet er Osmund, ihm das Hemd zu öffnen. Seine Pestbeulen verraten, dass er infiziert ist und so den Tod in das ungläubige Dorf gebracht hat. Die Dorfbewohner schreien entsetzt auf, als er zerrissen wird. In der Zwischenzeit können sich Ulrics letzte beide Männer befreien und töten einige Abtrünnige. Langiva kann fliehen, und Osmund folgt ihr ins Moor. Sie berichtet, dass alles Schwindel gewesen sei und sie Osmunds Geliebte lediglich betäubt und wieder aufgeweckt habe. Als Osmund sie bittet, Averill wieder ins Leben zu holen, verspottet sie ihn und fordert ihn auf, sich an seinen Gott zu wenden. Anschließend verschwindet sie im hohen Schilfgras. Wolfstan, einer der verbleibenden Kämpfer, bringt Osmund und den gefangenen Hob, der als angeblicher Totenbeschwörer dem Bischof übergeben werden soll, zurück zum Kloster.
Wolfstan berichtet aus dem Off, dass das Dorf tatsächlich nicht durch einen Zauber von Langiva beschützt wurde, sondern zu abgelegen und isoliert lag, um mit der Pest in Kontakt zu kommen, und dass jene, die nicht von den verbliebenen Söldnern niedergemetzelt worden waren, bald an der von Ulric übertragenen Seuche zu Grunde gingen. Weiterhin berichtet er, dass Osmund aus Verzweiflung über die Geschehnisse rachsüchtig zum Schwert griff und ein gnadenloser Hexenjäger wurde. Die letzten Szenen zeigen ihn, wie er auf der Suche nach Hexen mit seinen Männern durch das Land reitet. Er klopft in einem Dorf an die Tür einer Hütte, woraufhin die vermeintliche Langiva öffnet und freundlich fragt, ob sie ihm helfen könne. Sie wird abgeführt und in einem Raum gefesselt. Sie beteuert verzweifelt ihre Unschuld, doch Osmund hört nicht auf sie und lässt sie foltern, ohne dass er das gewünschte Geständnis erhält. Danach zieht er weiter und kommt zu mehreren Frauen, die auf einem Feld ihre Arbeit verrichten. Eine von ihnen, die ebenfalls wie Langiva aussieht, wird abgeführt und verbrannt. Es stellt sich heraus, dass es sich bei keiner der Frauen tatsächlich um Langiva handelt, sondern dass Osmund in seiner Rachsucht und Verblendung unschuldige Frauen ermordet hat. Die Stimme sagt in der letzten Szene, dass er das Gute und die Liebe im Leben wiederfinden möge.

## Produktion
Große Teile des Films wurden in Sachsen-Anhalt an der Teufelsmauer, auf Schloss Blankenburg in Blankenburg und Burg Querfurt in Querfurt sowie in der Nähe der Burg Arnstein bei Aschersleben als auch in dem Kloster und Stiftskirche St. Pankratius in Hamersleben in der ersten Hälfte des Jahres 2009 gedreht. Drehplatz des mittelalterlichen Dorfes war das Museumsdorf Ukranenland in Torgelow/Mecklenburg-Vorpommern. Gefördert wurde die Filmproduktion vom Deutschen Filmförderfonds, vom Medienboard Berlin-Brandenburg, von der Mitteldeutschen Medienförderung und von der Filmförderung Mecklenburg-Vorpommerns.

## Kritiken
„Dass Black Death dennoch nicht vollständig zu überzeugen versteht, liegt wohl vor allem daran, dass Smith erneut die Synthese von Form und Inhalt nicht so ganz überzeugend gelingt. Stand in  Creep oder Severance noch ganz die Form im Fokus, die sich an fremden Ideen abarbeitete, so erscheint Black Death wie ein Ideenfilm, der sich nicht immer ausreichend darum bemüht, das Interesse seines Publikums durch eine affektive Inszenierung konstant aufrechtzuerhalten. Den Spannungsbogen, den Smith etwa in der vergleichsweise leeren Stilübung Creep so virtuos zu straffen vermochte, lässt er in Black Death zunächst ein wenig fahrlässig schleifen, um dann erst im cleveren und bitter konsequenten Epilog wieder zu demonstrieren, dass er Effekt und Emotion durchaus brillant zu kombinieren imstande ist.“

„Ähnlich wie M. Night Shyamalan mit The Village oder Danny Boyle mit The Beach versucht Christopher Smith nicht nur ein machtpolitisches System basierend auf Fanatismus und Fatalismus zu dekonstruieren, er will im selben Atemzug auch die Natur des Menschen ergründen. Doch Glaube steht gegen Glaube; Schmerz wird mit Schmerzen beantwortet und der Regisseur lässt Osmund in seinen Wahnvorstellungen allein zurück auf einem blutigen Pfad. Trotz beeindruckend intensiver Kameraarbeit verbleibt Black Death in der Andeutung eines psychologischen und kulturgeschichtlichen Porträts im Schopenhauer’schen Sinne und versumpft samt einfältig hochtrabender Filmmusik in den Klischees eines wenig visionären Genrespagats.“